# Fulgencio Sánchez
Fulgencio Sánchez Montesinos es un ex ciclista profesional español. Nació en Murcia el 10 de febrero de 1940. Fue profesional entre 1964 y 1971 ininterrumpidamente.

## Palmarés
1968
- Tercero en la Clasificación General de la Vuelta a Colombia

1969
- Vuelta a Guatemala
- 1 Etapa de la Vuelta a Colombia

## Equipos
- Inuri (1964)
- Margnat-Paloma (1965)
- Olimpia (1966)
- Libertas (1966)
- Ondina (1966)
- Fontpineda-Libertas (1967)
- La Casera-Peña Bahamontes (1968-1969)
- Coelima (1970-1971)